# Kräuselkrankheit

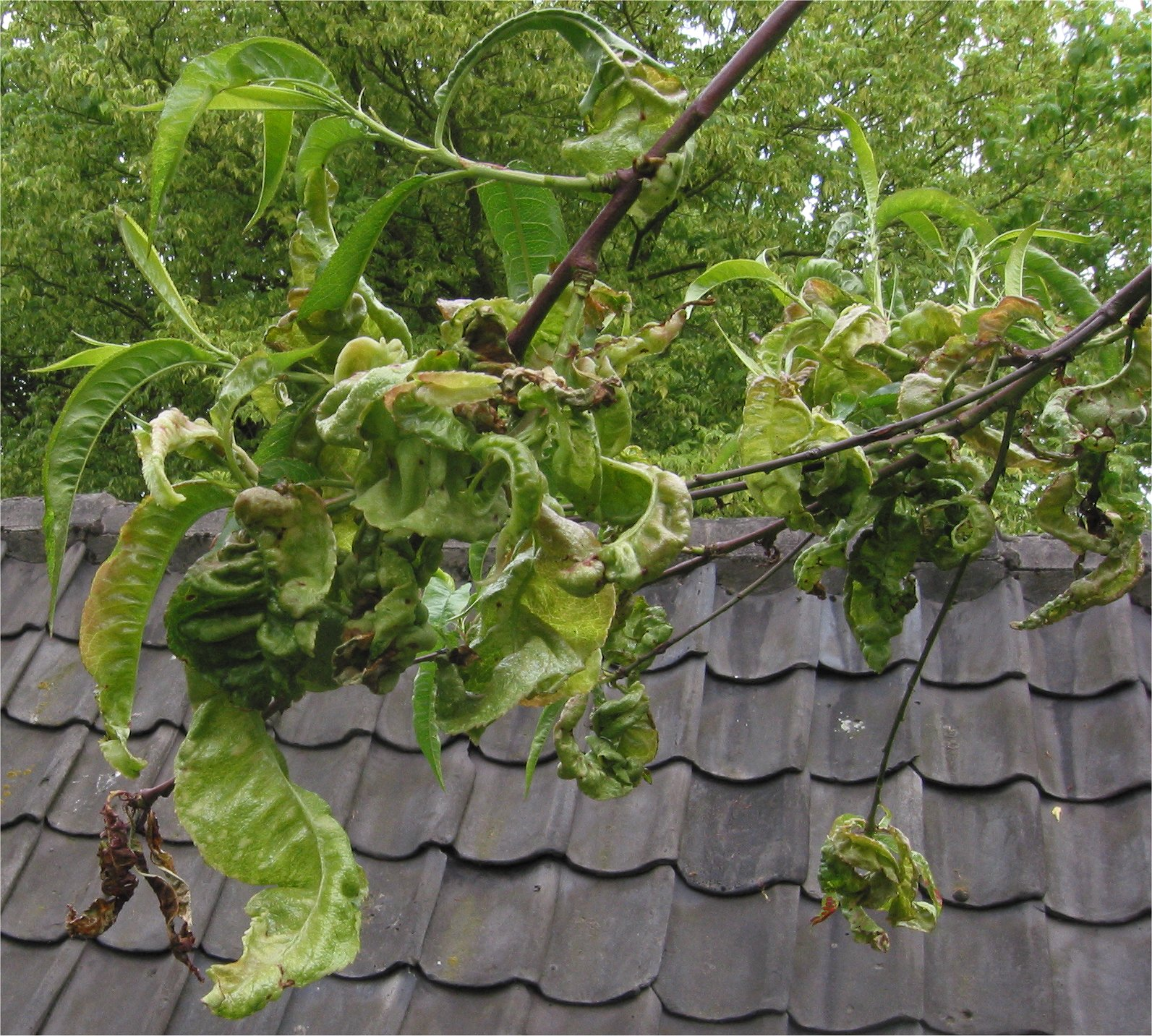
Von Taphrina deformans befallener Pfirsichbaum, fortgeschrittenes Stadium

Die Kräuselkrankheit ist eine durch den Pilz Taphrina deformans verursachte Pflanzenkrankheit, die Pfirsich-, Nektarinen- und Mandelbäume befällt. Die Krankheit ist auch unter dem Namen „Bläschen- und Kräuselkrankheit“ bekannt.

## Schadbild
Bereits beim Austrieb im Frühjahr kräuseln sich die jungen grünen Blätter und weisen hellgrüne und/oder rote Blasen auf. Im weiteren Verlauf färben sich die erkrankten Blätter weißlich-grün und erscheinen im Endstadium vergrößert, gummiartig und brüchig. Die Blätter werden schließlich abgeworfen. Im Juni/Juli erfolgt meist ein gesunder Neuaustrieb, da der Pilz oberhalb von 16° Celsius nicht infektiös ist. Durch den starken Blattverlust verringert sich allerdings die Gesamtphotosyntheseleistung. Der Blüten- und Fruchtbesatz derart geschwächter Bäume reduziert sich und auch der Knospenansatz für das nächste Jahr ist eingeschränkt. Bei starkem Befall sterben ganze Zweige ab, so dass der Baum nach einigen Jahren gerodet werden muss. Im Sommer besteht für das ungeübte Auge Verwechslungsgefahr zwischen der pilzbedingten Kräuselkrankheit im Endstadium (das heißt, ohne die anfangs kennzeichnenden roten Blasen) und Blattkräuseln durch Insektenbefall. Eine Inspektion der Blattunterseiten auf Blattläuse etc. erlaubt hier die eindeutige Diagnose.

## Schaderreger

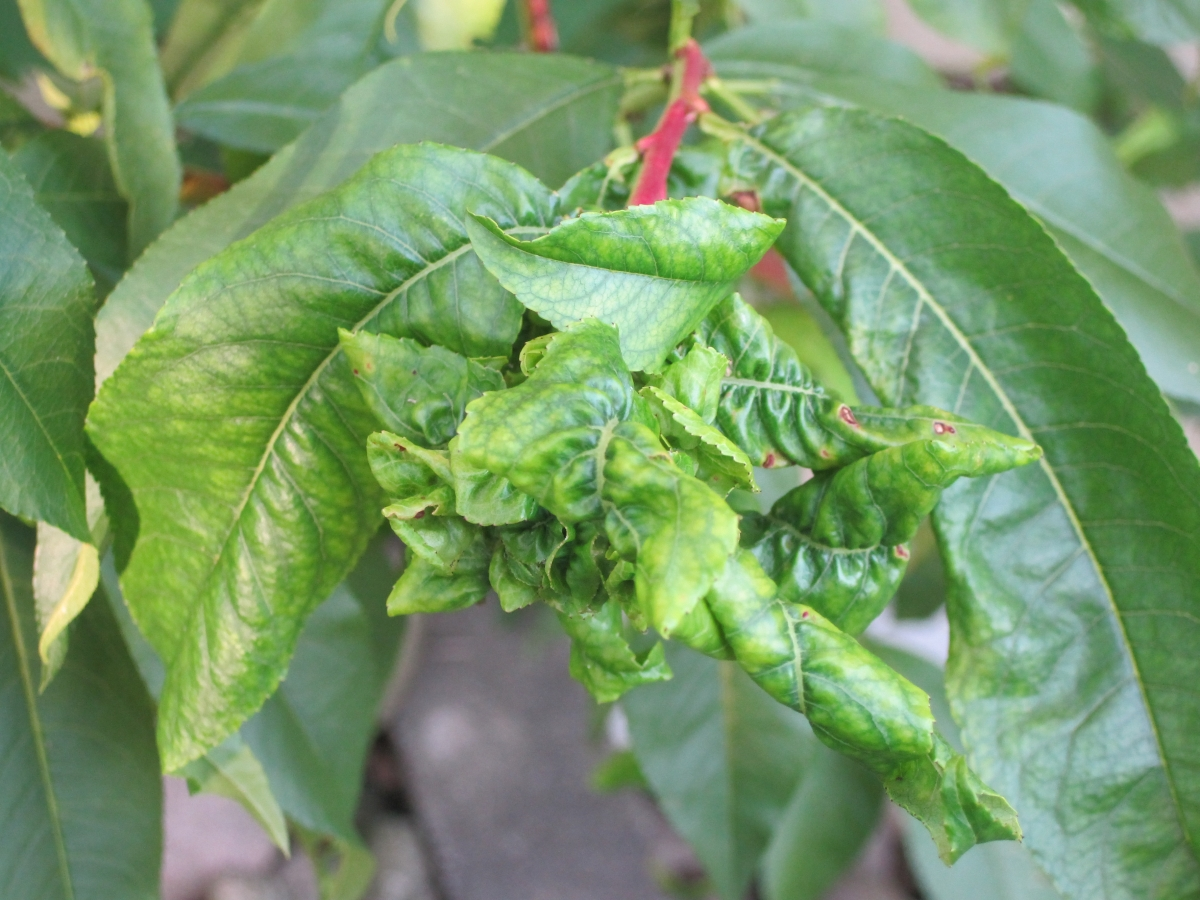
Kräuselkrankheit

Die Kräuselkrankheit am Pfirsich wird von Taphrina deformans, einem Schlauchpilz, verursacht. Dieser Pilz steht in naher Verwandtschaft mit Taphrina pruni, dem Erreger der Narren- oder Taschenkrankheit an der Pflaume. Taphrina deformans lebt von Juni bis Februar saprophytisch – das heißt, er ernährt sich ausschließlich von abgestorbenem Pflanzenmaterial – als Sprossmycel an Trieben und Knospenschuppen. Ende Februar bis Anfang März zerfällt das Sprossmycel in eine Vielzahl von Sprosszellen. Durch Regen werden die Sprosszellen in die gerade geöffneten Knospen des Baumes geschwemmt (in Westeuropa also etwa im Februar). Dort infizieren sie die noch nicht entfalteten Blätter und durchwuchern die Blütenknospen. Ist dieses geschehen, helfen keine Gegenmaßnahmen und die Krankheit nimmt im Frühjahr ihren Lauf. Mitte Mai bis Anfang Juni bildet der Pilz Sporenlager aus, die als zarter, plüschartiger Flaum zu erkennen sind. Die enthaltenen Ascosporen keimen auf den Trieben aus und überwintern später wieder als Sprossmycel.
Ein Befall mit Taphrina deformans tritt besonders in feuchten Wintern auf, denn zur Infektion benötigt der Pilz 12,5 Stunden kontinuierliche Nässe auf der Baumrinde (durch Regen, nicht durch Tau oder Nebel) bei Temperaturen unter 16 °C.
In einem ungewöhnlichen Fall in Ungarn im Jahre 2011 wurde von der Kräuselkrankheit durch Taphrina deformans an einem Aprikosenbaum berichtet. An Aprikosen wird normalerweise die durch  Moniliniapilzbefall verursachte Spitzendürre festgestellt.

## Bekämpfung
Es gibt mehrere Ansätze:
- Zum einen werden krankheitresistente Pfirsichsorten untersucht, so zum Beispiel Pfirsich Benedicte.[5]
- Die effektivste Methode im Gartenbau ist die Pflanzung des Baumes an einer Hauswand unter einem überhängenden Dach, das den Baum in den kritischen Wintermonaten vor Regen schützt und somit die Infektion verhindert; gegebenenfalls wird der Baum zusätzlich mit einer Plane verhängt,[6] bis die Frühjahrstemperaturen 16 Grad Celsius erreichen und den Pilz deaktivieren.
- Im kommerziellen Anbau ist es üblich, Pfirsiche und Nektarinen kurz vor Knospenaufbruch im Januar oder Februar mit Fungiziden zu spritzen. Diese sind oft kupferhaltige Mittel. Die Anwendung von Fungiziden bedarf ausreichenden Schutzes vor Hautkontakt und Inhalation und sollte nicht von ungeschultem Personal vorgenommen werden.
- Auch für die Anwendung im Haus- und Kleingartenbereich sind in Deutschland und Österreich mehrere Fungizide mit dem Wirkstoff Difenoconazol zugelassen.[7]

Wenn ein Baum im Frühling die Symptome der Kräuselkrankheit aufweist, nimmt die Krankheit unweigerlich ihren Lauf, bis die erkrankten Blätter abfallen und im Sommer durch gesunde ersetzt werden, oder aber der geschwächte Baum stirbt. Begleitende Maßnahmen zum Erhalt des Baumes während des Befallstadiums sind: rechtzeitiges Anbinden von Leimringen am Stamm, insbesondere gegen Blattläuse, Regenschutz an kalten Tagen (< 16 °C), ausreichende Bewässerung und Stickstoffdüngung (Gülle), und Ausdünnung der eventuell noch vorhandenen Früchte. Es ist nicht klar, ob eine Entfernung der infizierten Blätter vom Baum oder eine Entfernung der abgefallenen Blätter vom Erdboden sinnvoll ist.